# Little Robots
Little Robots est une série télévisée d'animation britannique en 65 épisodes de 10 minutes produits par Cosgrove Hall Films, Create TV & Film et BBC Television et diffusée entre le 7 janvier 2003 et le 23 avril 2005 sur CBeebies.
Cette série est inédite dans tous les pays francophones.

## Synopsis
Tiny et ses amis créent leur monde à partir du scrapheap sur lequel ils se retrouvent abandonnés.